# Lískovice
Lískovice é uma comuna checa localizada na região de Hradec Králové, distrito de Jičín‎.